# 叶式煇
叶式煇（1928年5月26日—），男，四川成都人，中国太阳物理学家，中国科学院紫金山天文台研究员，曾任中国天文学会理事。